# Пінг-понгова дипломатія
«Дипломатичний пінг-понг, Пінг-понгова дипломатія» — обмін гравців в настільний теніс між КНР і США в 1971—1972. Підготовку до візиту Ніксона в КНР здійснювали американські дипломати, що таємно відвідували КНР з командою з настільного тенісу.

## Історія
Під час перебування команди США з настільного тенісу в Японії (в цей час там проходив 31-й чемпіонат світу), 6 квітня 1971, ними було отримано запрошення відвідати КНР. З перших років існування КНР спорт грав важливу роль в міжнародних відносинах. 12 квітня 1971 команда і супроводжуючі її журналісти стали першою американською спортивною делегацією, яка відвідала Пекін з 1949. Захід проходив за підтримки Національного комітету американо-китайських відносин. Безпосередньо перед візитом команди з настільного тенісу, 11 американців були допущені в КНР на один тиждень, так як вони відкрито заявляли про свою приналежність до «Партії чорних пантер», і КНР сприймав цю міжнародну організацію як борців за дотримання прав людини. [джерело не вказане 4420 днів]
Це було незвично, з огляду на те, що високопоставлені громадяни США, такі як, наприклад, сенатор Юджин Маккарті, цікавилися відвідуванням КНР після виборів 1968, однак не могли отримати схвалення на найвищому рівні.

## Відображення в культурі
У фільмі «Форрест Ґамп» головний герой стає одним з членів збірної США з пінг-понгу, яка приїхала до Китаю.